# Svetlo pravoslávia
Svetlo pravoslávia egy szlovák nyelven megjelenő egyházi, pravoszláv lap volt az egykori  Csehszlovákiában. Az 1948 és 1951 között havonta megjelenő lap szerkesztősége Kassán volt. 1952 és 1955 között Hlas pravoslávia, 1955-től Odkaz sv. Cyrila a Metoda lapcímmel jelenik meg.